# Borodianka
Borodianka (en ucraïnès: Бородянка) és un assentament de tipus urbà en el Raion de Butxa de l'óblast de Kíiv d'Ucraïna. Era el centre administratiu de l'antic Raion de Borodianka. Segons l'estimació del 2021, la població era de 12.535 habitants.
La ciutat està situada en el riu Zdvij, que és un afluent dret del riu Tèteriv.